# Oberglabach
Oberglabach (lb. Uewerglabech) – wieś (Uertschaft) w środkowym Luksemburgu, w kantonie Mersch, w gminie Nommern. Do 3 października 2015 miejscowość leżała w dystrykcie Luksemburg. Liczy 32 mieszkańców (31 grudnia 2022). 